# تشارلز موريس (ملاكم)
تشارلز موريس (بالإنجليزية: Charles Morris)‏ (القرن الـ19 – القرن الـ20) هو ملاكم من المملكة المتحدة راحل، مثّل بلاده في الألعاب الأولمبية الصيفية 1908.

## روابط خارجية
تشارلز موريس على موقع اللجنة الأولمبية الدولية (الإنجليزية)
- تشارلز موريس على موقع أوليمبيديا (الإنجليزية)